# Wargaluyu (Cibinong)
Wargaluyu is een bestuurslaag in het regentschap Cianjur van de provincie West-Java, Indonesië. Wargaluyu telt 2356 inwoners (volkstelling 2010).